# Horst Niebisch

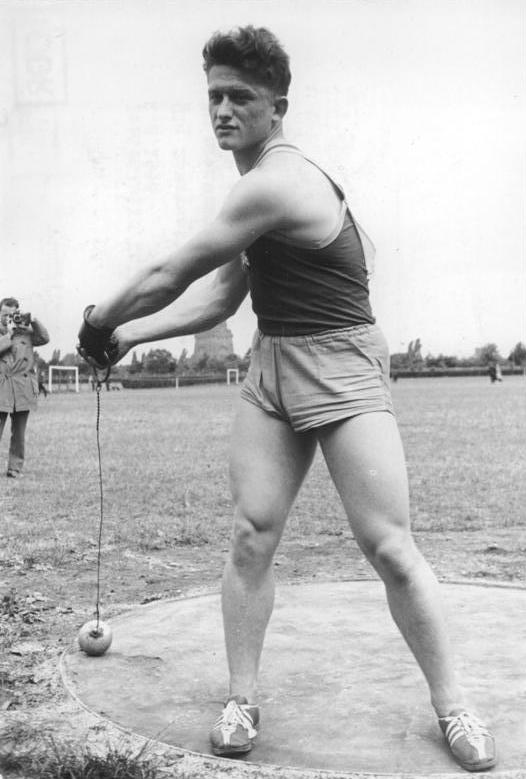
Am 2. August 1956 stellt Niebisch in Leipzig mit 56,56 m einen neuen DDR-Rekord auf.

Horst Niebisch (* 22. November 1934 in Demmin) ist ein ehemaliger deutscher Leichtathlet, der fünf DDR-Meistertitel im Hammerwurf gewann.
Niebisch gewann seinen ersten DDR-Meistertitel 1955, als er noch für den ZSK Vorwärts Berlin antrat, ab 1957 hieß der Verein ASK Vorwärts Berlin. 1957 bis 1959 gewann Niebisch drei weitere Meistertitel. Bei der Ausscheidung für die gesamtdeutsche Mannschaft zu den Europameisterschaften 1958 konnte sich Niebisch ein einziges Mal für große Meisterschaften qualifizieren, mit 57,83 m belegte er in Stockholm den 14. Platz. 1960 erreichte Niebisch bei den DDR-Meisterschaften den zweiten Platz hinter Klaus Peter, 1961 gewann Niebisch seinen letzten DDR-Meistertitel.
Horst Niebisch stellte von 1955 bis 1959 insgesamt zwölf DDR-Rekorde und drei gesamtdeutsche Rekorde im Hammerwurf auf, sein erster Rekord stand bei 54,34 m, sein letzter Rekord waren 62,77 m, die er am 17. Juli 1959 in Oslo warf. Am 22. Juli 1957 verbesserte Niebisch in Jena den gesamtdeutschen Rekord von Karl Storch aus dem Jahr 1952 um fast einen Meter auf 61,76 m. Als DDR-Rekordler und als gesamtdeutscher Rekordhalter wurde Niebisch 1960 von Klaus Peter übertroffen.
Niebisch war gelernter Möbeltischler, während seiner sportlichen Laufbahn war er Unteroffizier bei der NVA, später stieg er zum Offizier auf.